# 20 kilomètres marche féminin aux championnats du monde d'athlétisme 2005
Navigation
Paris 2003 Osaka 2007
L'épreuve du 20 kilomètres marche féminin des championnats du monde d'athlétisme 2005 s'est déroulée le 7 août 2005 dans les rues d'Helsinki, en Finlande. Elle est remportée par la Russe Olimpiada Ivanova.

## Résultats
| Rang               | Athlète           | Pays               | Temps           | Notes |
| ------------------ | ----------------- | ------------------ | --------------- | ----- |
| Médaille d'or      | Olimpiada Ivanova | Russie             | 1 h 25 min 41 s | WR    |
| Médaille d'argent  | Ryta Turava       | Biélorussie        | 1 h 27 min 05 s | NR    |
| Médaille de bronze | Susana Feitor     | Portugal           | 1 h 28 min 44 s |       |
| 4                  | María Vasco       | Espagne            | 1 h 28 min 51 s |       |
| 5                  | Barbora Dibelková | République tchèque | 1 h 29 min 05 s | NR    |
| 6                  | Athiná Papayiánni | Grèce              | 1 h 29 min 21 s |       |
| 7                  | Elisa Rigaudo     | Italie             | 1 h 29 min 52 s |       |
| 8                  | Claudia Stef      | Roumanie           | 1 h 30 min 07 s |       |
| 9                  | Song Hongjuan     | Chine              | 1 h 30 min 32 s |       |
| 10                 | Yuliya Voyevodina | Russie             | 1 h 30 min 34 s |       |

## Légende
Records et Performances
- AR : Record continental (area record)
- CR : Record des championnats (championship record)
- MR : Record du meeting (meet record)
- NR : Record national (national record)
- OR : Record olympique (olympic record)
- PR : Record paralympique (paralympic record)
- PB : Record personnel (personal best)
- SB : Meilleure performance personnelle de la saison (season's best)
- WL : Meilleure performance mondiale de l'année (world leader)
- WJR : Record du monde junior (world junior record)
- WR : Record du monde (world record)

Circonstances et Conditions
- DNF : N'a pas terminé (did not finish)
- DNS : N'a pas pris le départ (did not start)
- DQ : Disqualification (disqualification)
- NM : Aucun essai valable enregistré (No Mark)
- Q : Qualifié « directement » au prochain tour (ou à la prochaine compétition), lors d'une compétition majeure, grâce au classement ou à la réalisation des minima (automatic qualifier)
- q : Qualifié au prochain tour (ou à la prochaine compétition), lors d'une compétition majeure, grâce au repêchage ou à la réalisation de l'une des meilleures performances parmi celles des « non qualifiés directement » (grâce au meilleur temps ou à la meilleure distance par exemple) (secondary qualifier)